# Idaea wiltshirei
Idaea wiltshirei är en fjärilsart som beskrevs av Brandt 1938. Idaea wiltshirei ingår i släktet Idaea och familjen mätare. Inga underarter finns listade i Catalogue of Life.